# Silanox
Silanox est utilisé en chimie pour décrire une liaison Si-O.
Un cristal de silice (SiO2) est composé de chaînes d'atomes de Silicium et d'oxygène reliés par des ponts silanox.